# Rossana (Italia)
Rossana (Rossan-a in piemontese, Rousano in occitano) è un comune italiano di 838 abitanti della provincia di Cuneo in Piemonte.

## Geografia fisica
Il comune di Rossana si trova in una diramazione laterale all'inizio della valle Varaita posto alla destra del torrente Varaita.

## Storia
Rossana fu nel 998 proprietà del vescovo di Torino e, successivamente, fu soggetto ai marchesi di Busca (Guglielmo di Busca e di Barnabò Visconti), poi passò al marchesato di Saluzzo. Nel Settecento vi ebbero giurisdizione i Roero di Pralormo e i conti Gazzelli.

### Simboli
Il gonfalone è un drappo di azzurro.

## Monumenti e luoghi d'interesse

### Architetture religiose

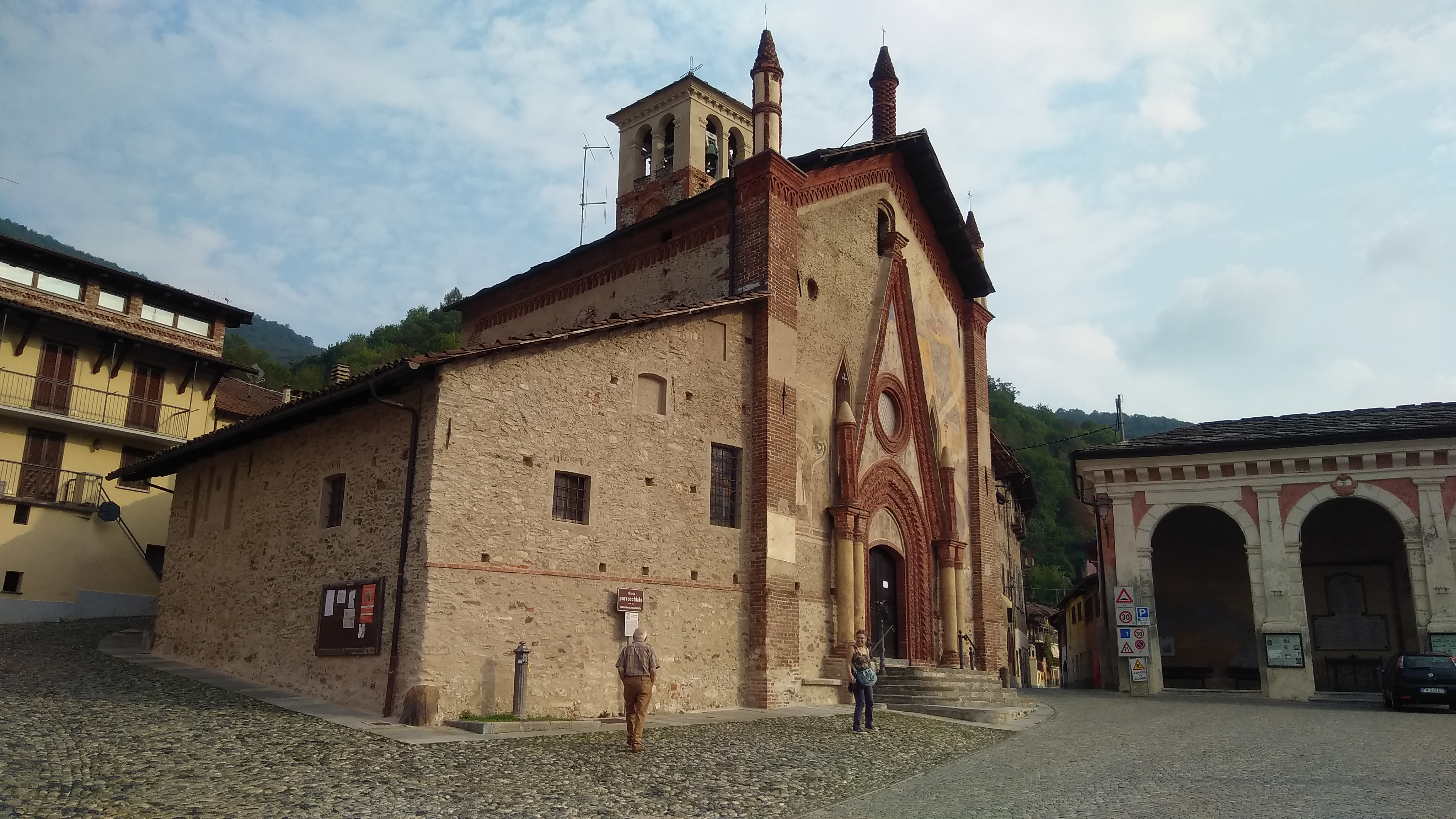
La parrocchiale

La chiesa parrocchiale, dedicata all'Assunta, costruita in forme gotiche nel XIV secolo, ha una facciata con portale compreso tra colonne binate e resti di affreschi. All'interno è conservata una fonte battesimale del 1447. Il nucleo principale del comune si snoda lungo la strada principale: ha il suo centro nella piazza antistante la parrocchia.
Su questa piazza ci sono oltre alla parrocchiale dell'Assunta, la chiesa della Confraternita e l'ala pubblica. All'estremità del paese, verso Busca, s'incontra l'antica cappella della Madonna della Pietà, importante centro di devozione locale.

### Architetture militari
Dell'antico castello che dominava la città restano oggi soltanto i ruderi.

## Società

### Evoluzione demografica
Abitanti censiti

### Etnie e minoranze straniere
Secondo i dati Istat al 31 dicembre 2017, i cittadini stranieri residenti a Rossana sono 96, così suddivisi per nazionalità, elencando per le presenze più significative:
1. Albania, 42
2. Romania, 25

## Geografia antropica

### Frazioni
Nel territorio di Rossana si contano quattro frazioni:
- Lemma (1002 m s.l.m., 9 abitanti)
- Madonna delle Grazie (693 m s.l.m., 8 abitanti)
- Molino della Valle (non pervenuto)
- Molino Varaita (508 m s.l.m., 33 abitanti)

## Economia

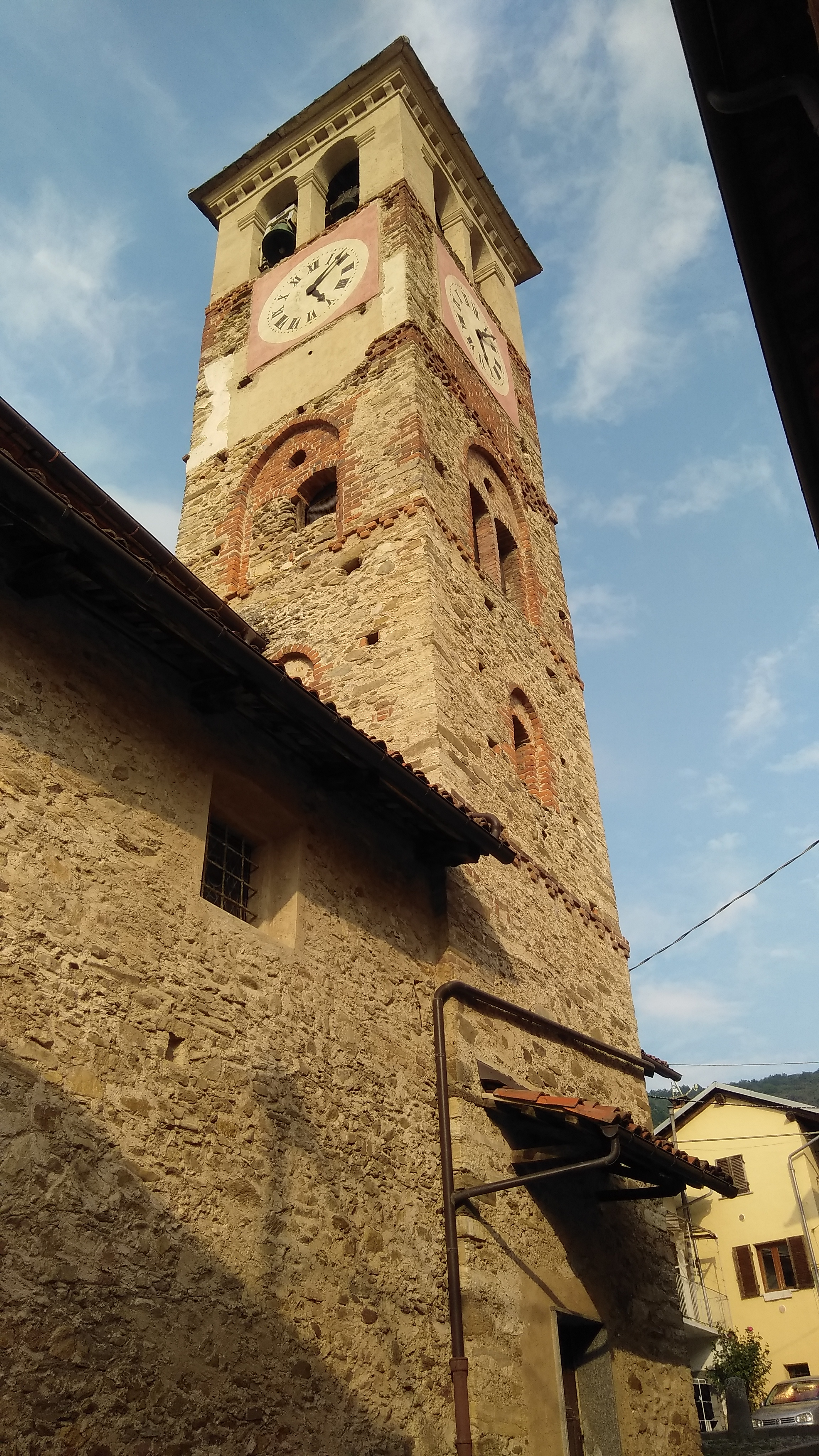
Il campanile dell'Assunta

A Rossana si trova una delle sedi della Bitron SpA, produttrice di componenti per l'automobile, che impiega circa 500 dipendenti nell'unità produttiva. La produzione agricola è poco significativa, anche se sono presenti diverse aziende agricole a carattere familiare. Da segnalare le stalle localizzate presso la frazione Molino della Valle, che smaltiscono parte dei residui vegetali della ditta F.A.R., sita sempre in Rossana che produce semilavorati surgelati per l'industria ed è specializzata nella surgelazione della frutta.
Sul territorio rossanese è tuttora in funzione la cava di pietra da calce calce e laboratori per la produzione di materiale tecnico e di precisione.

## Amministrazione

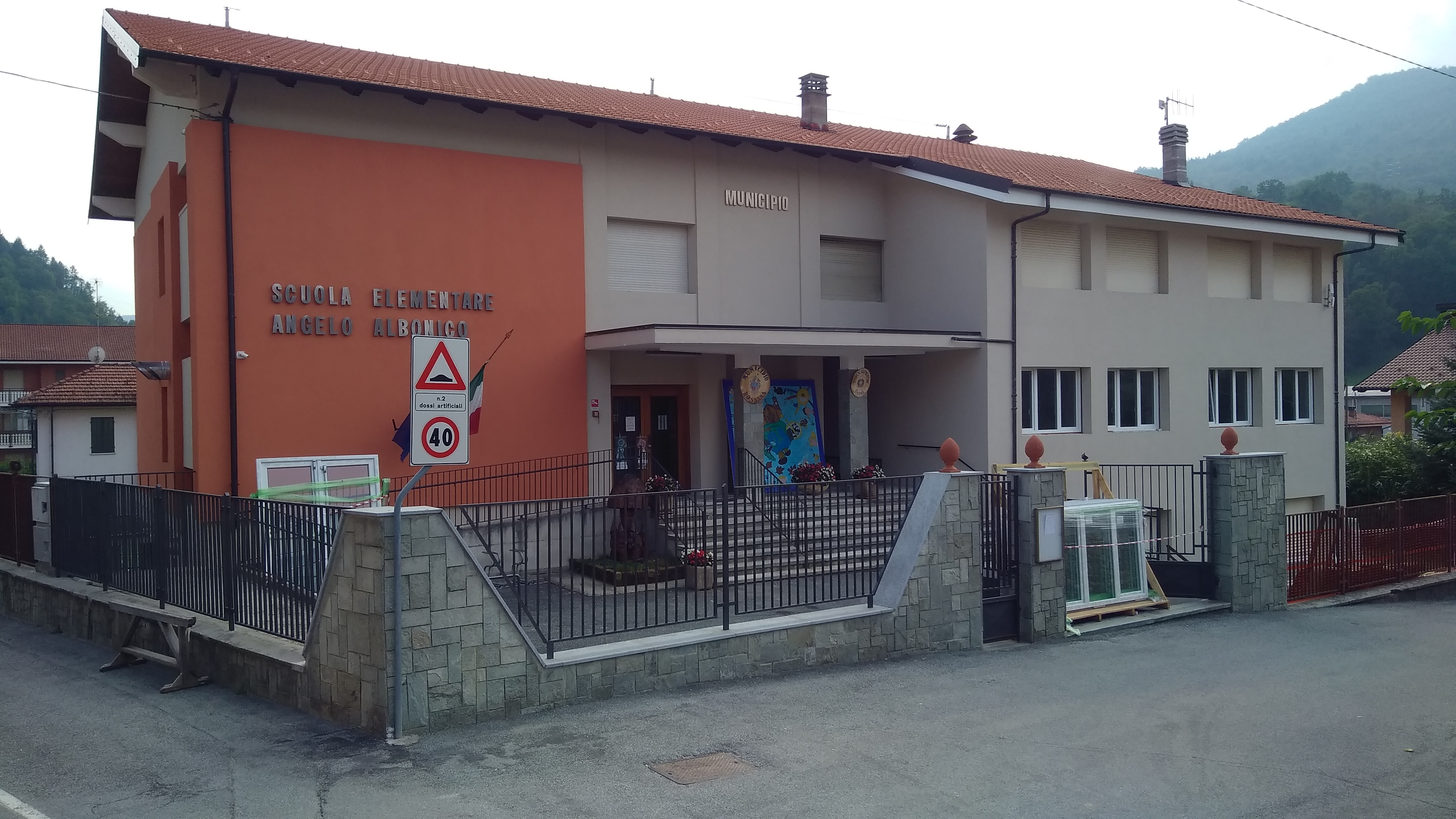
Il municipio

Sindaci di Rossana dalla Liberazione ad oggi.
| Periodo           | Periodo           | Primo cittadino                          | Partito                        | Carica  | Note   |
| ----------------- | ----------------- | ---------------------------------------- | ------------------------------ | ------- | ------ |
| 1945              | 1947              | Angelo Ostralega                         |                                | Sindaco |        |
| 1947              | 1951              | Giuseppe G. Barile                       |                                | Sindaco |        |
| 1951              | 1964              | Paolo Albonico                           |                                | Sindaco |        |
| 1964              | 1970              | Michelangelo Isaia                       |                                | Sindaco |        |
| 1970              | 1980              | Paolo Albonico                           |                                | Sindaco |        |
| 1980              | 1990              | Eugenio Bastonero                        |                                | Sindaco |        |
| 1990              | 1995              | Gianfranco Armando                       |                                | Sindaco |        |
| 1995              | 2004              | Flavio Fantino                           |                                | Sindaco |        |
| 2004              | 7 giugno 2009     | Marco Carpani                            |                                | Sindaco |        |
| 7 giugno 2009     | 26 maggio 2014    | Marco Carpani                            | lista civica Rossana unita     | Sindaco | [ 9 ]  |
| 26 maggio 2014    | 26 maggio 2019    | Maurizio E. Saroglia                     | lista civica Uniti per Rossana | Sindaco | [ 10 ] |
| 26 maggio 2019    | 20 settembre 2020 | Vacante, non è stato raggiunto il quorum | -                              | Sindaco |        |
| 21 settembre 2020 | in carica         | Giuliano Degiovanni                      | lista civica                   | Sindaco |        |

### Altre informazioni amministrative
Il comune faceva parte della Comunità montana Valli Po, Bronda, Infernotto e Varaita.